# La vita variopinta
La vita variopinta è un dipinto a tempera su tela (130x162,5 cm) realizzato nel 1907 dal pittore Vasily Kandinsky. È conservato nella Städtische Galerie im Lenbachhaus di Monaco.